# Canggal (Candiroto)
Canggal is een bestuurslaag in het regentschap Temanggung van de provincie Midden-Java, Indonesië. Canggal telt 3113 inwoners (volkstelling 2010).